# سمية بعلبكي
سمية بعلبكي (1969 -) هي مغنية لبنانية.

## حياتها
- ولدت في عين الرمانة عام 1969. حصلت على بكالوريوس في الموسيقى قسم الغناء الشرقي من المعهد الوطني اللبناني العالي للموسيقى.[3]
- بعد الاجتياح الإسرائيلي عام 1982، انتقلت العائلة إلى قريتها العديسة جنوبي لبنان.[4]
- اعتزلت لمدة عامان بسبب وفاة والدتها في حادث سير في بيروت.[5]
- تنتمي الى عائلة فنية تبرع في مجالات فينة متنوعة والداها الشاعر عبد الحميد بعلبكي وأخواتها:
- لبنان بعلبكي: قائد الأوركسترا.
- أسامة بعلبكي: فنان تشيكلي.
- منذر بعلبكي: ممثل.
- سلمان بعلبكي: عازف الإيقاع.
- جمانة بعلبكي: إعلامية وزوجة الإعلامي حسين أيوب.
- زوجها المايسترو نبيه الخطيب.[6]

## مسيرتها
- قدمت أول عرض غنائي منفرد مع فرقة الفنان نبيه الخطيب في مهرجان قرطاج، وحصدت فيه جائزة الميكروفون الذهبي سنة 1994 عن أغنية «لا أريد اعتذاراً» من كلمات أنور سلمان وألحان إحسان المنذر.[7]
- سجلت ألبومها الأول «لا أريد اعتذاراً» سنة 1995، بالتعاون مع شركة التسجيلان صوت الشرق[8]، ولم تحقق نجاح يذكر ثم صارت تسجل أغنيات متفرقة بسبب مشكلة الإنتاج.[9]
- توجّهت نحو الحفلات لأنها لا تكلّف كثيراً، ثم اتجهت نحو الإنتاج الخاص، وسجّلت مجموعة أغانٍي لم تستطع تسويقها.[10]
- تعاونت نع شركة فوروورد ميوزيك لتسجيلات سنة 2008، وسجلت لها ألبوم ضمت أغنيات تحت راية التانغو العربي من أطلب عيني وأهواك ولا مش أنا اللي ابكي ودخلت مرة في جنينة ويا عاشقة الورد.[11][12]
- تشاركت سمية بانتظام في مهرجانات الموسيقى الشرقية.[13] وشاركت في مهرجان صور الدولي للموسيقى عامي 2008 و2005، وقامت بجولة في اليابان عام 2002.[14]
- كانت الفنانة الرئيسية في افتتاح دورة الألعاب الآسيوية 2001.[15][16]
- حصلت على جائزة موركس تكريمي، تقديراً لعطاءاتها الطويلة وإسهاماتها الفنية الراقية.[10][17]